# Urine-incontinentiemiddel
Een urine-incontinentiemiddel is een geneesmiddel dat de overactieve spieren van de urineblaas laat ontspannen. Veelal worden parasympathicolytica hiervoor ingezet.
Hierdoor kan de blaas meer urine bevatten voordat aandrang tot plassen ontstaat. Ook remmen ze de onwillekeurige samentrekking van de blaaswand. 
Problemen met plassen, zoals vaak moeten plassen en het niet kunnen ophouden van de plas, verminderen door het gebruik ervan. Het werkt alleen bij mensen met aandrangincontinentie. 
Urine-incontinentiemiddel zijn niet bij iedereen even effectief en werken bovendien niet bij mensen die last hebben van inspanningsincontinentie. Hierbij verliest men scheuten urine bij lichte inspanning als hoesten, bukken, tillen of lachen.
Enkele voorbeelden van gebruik van urine-incontinentiemiddelen:
parasympathicolytica:
- flavoxaat
- oxybutynine (3 dd 2,5-5 mg)
- glycopyrronium
- tolterodine  (2 dd 2-3 mg)

Hormoonpreparaten
- oestradiol in de vagina
- oestriol in de vagina  (0,5 mg/dag vaginaal voor 2 weken; 0,5 mg 2 x per week)
- oestrioltabletten

Bij onvoldoende effect of hinderlijke bijwerkingen kan intravesicale toediening van oxybutynine worden overwogen.
Antidepressiva worden in de tweede lijn gebruikt bij falen van parasympathicolytica en in speciale situaties: stemmingsveranderingen door overactieve blaasklachten. Voorbeelden zijn:
- Amitriptyline (a.n. 25-50 mg)
- Imipramine (3 d 25-50 mg)

Het effect van parasympathicolytica en antidepressiva kan over het algemeen na acht weken goed beoordeeld worden. 
Effect van oestrogenen kan enkele weken op zich laten wachten. Oestrogeengebruik moet ten minste gedurende drie maanden plaatsvinden.  Langdurige farmacotherapie is over het algemeen niet zinvol.